# 艾爾文號驅逐艦 (DD-47)
艾爾文號驅逐艦（舷號DD-47）是一艘隸屬於美國海軍的驅逐艦，為艾爾文級驅逐艦的首艦。她是美軍第二艘以艾爾文為名的軍艦，以紀念1812年戰爭時在憲法號巡防艦上殉職的海軍軍官約翰·艾爾文。
艾爾文號在1912年於克雷普父子造船廠開始建造，在同年下水，於1914年服役。接著艾爾文號留在大西洋執勤，曾因意外爆炸而幾乎沉沒。復修後艾爾文號到大西洋作中立巡航，而美國參與第一次世界大戰後，艾爾文號則被派往英國及愛爾蘭海域，掩護協約國商船。戰後艾爾文號在1921年退役，並在1935年除籍，按倫敦海軍條約出售。